# لیمه آفشید
لیمه آفشید (زاده ۱۱ اوت ۱۹۹۶ کاپیسا) یک شاعر و خبرنگار اهل افغانستان است.

## زندگی
لیمه آفشید در ۱۱ اوت ۱۹۹۶ در شهرستان کوهستان استان کاپیسا متولد شد، او در رشته روزنامه‌نگاری در دانشگاه کابل تحصیل کرده، پس از فارغ‌التحصیلی بیش از پنج سال به عنوان خبرنگار و مفسر مستقل کار کرد. او از بنیان‌گذار شعر دانشگاه بود، یک انجمن شعر کابل که عمدتاً از دانشجویان طبقه متوسط بیست ساله تشکیل شده بود. او در سال ۲۰۲۱ در لیست ۱۰۰ زن بی‌بی‌سی قرار گرفت.